# شروزبري (المملكة المتحدة)
شروزبري هي بلدة مقاطعة، ومدينة السوق (تقسيم إداري)، وأبرشية مدنية، في المملكة المتحدة، تقع في Shropshire (district) ‏، وShrewsbury and Atcham ‏، هي عاصمة شروبشاير، وShrewsbury and Atcham ‏، بلغ عدد سكانها 71,715 نسمة وذلك حسب إحصائيات سنة 2011.

## الموقع
تشترك في الحدود مع:
- Wem [الإنجليزية]‏.

## المناخ
يظهر الجدول التالي التغييرات المناخية على مدار السنة لشروزبري:
| البيانات المناخية لـشروزبري           | البيانات المناخية لـشروزبري | البيانات المناخية لـشروزبري | البيانات المناخية لـشروزبري | البيانات المناخية لـشروزبري | البيانات المناخية لـشروزبري | البيانات المناخية لـشروزبري | البيانات المناخية لـشروزبري | البيانات المناخية لـشروزبري | البيانات المناخية لـشروزبري | البيانات المناخية لـشروزبري | البيانات المناخية لـشروزبري | البيانات المناخية لـشروزبري | البيانات المناخية لـشروزبري |
| الشهر                                 | يناير                       | فبراير                      | مارس                        | أبريل                       | مايو                        | يونيو                       | يوليو                       | أغسطس                       | سبتمبر                      | أكتوبر                      | نوفمبر                      | ديسمبر                      | المعدل السنوي               |
| ------------------------------------- | --------------------------- | --------------------------- | --------------------------- | --------------------------- | --------------------------- | --------------------------- | --------------------------- | --------------------------- | --------------------------- | --------------------------- | --------------------------- | --------------------------- | --------------------------- |
| الدرجة القصوى °م (°ف)                 | 14.6 (58.3)                 | 16.6 (61.9)                 | 21.5 (70.7)                 | 25.2 (77.4)                 | 26.7 (80.1)                 | 31.2 (88.2)                 | 33.7 (92.7)                 | 34.9 (94.8)                 | 28.5 (83.3)                 | 25.0 (77.0)                 | 18.4 (65.1)                 | 15.4 (59.7)                 | 34.9 (94.8)                 |
| متوسط درجة الحرارة الكبرى °م (°ف)     | 6.9 (44.4)                  | 7.3 (45.1)                  | 9.7 (49.5)                  | 12.1 (53.8)                 | 15.7 (60.3)                 | 18.3 (64.9)                 | 20.9 (69.6)                 | 20.6 (69.1)                 | 17.6 (63.7)                 | 13.7 (56.7)                 | 9.8 (49.6)                  | 7.6 (45.7)                  | 13.4 (56.1)                 |
| متوسط درجة الحرارة الصغرى °م (°ف)     | 0.7 (33.3)                  | 0.5 (32.9)                  | 2.1 (35.8)                  | 3.2 (37.8)                  | 6.0 (42.8)                  | 8.9 (48.0)                  | 11.0 (51.8)                 | 10.8 (51.4)                 | 8.6 (47.5)                  | 5.9 (42.6)                  | 2.8 (37.0)                  | 1.4 (34.5)                  | 5.2 (41.4)                  |
| أدنى درجة حرارة °م (°ف)               | −21.4 (−6.5)                | −12.9 (8.8)                 | −12.2 (10.0)                | −5.9 (21.4)                 | −3.3 (26.1)                 | −0.5 (31.1)                 | 2.5 (36.5)                  | 0.8 (33.4)                  | −2.5 (27.5)                 | −5.9 (21.4)                 | −12.5 (9.5)                 | −25.2 (−13.4)               | −25.2 (−13.4)               |
| الهطول مم (إنش)                       | 58.5 (2.30)                 | 42.9 (1.69)                 | 49.0 (1.93)                 | 47.1 (1.85)                 | 51.1 (2.01)                 | 54.9 (2.16)                 | 47.3 (1.86)                 | 59.1 (2.33)                 | 60.8 (2.39)                 | 60.4 (2.38)                 | 60.2 (2.37)                 | 64.5 (2.54)                 | 655.8 (25.81)               |
| ساعات سطوع الشمس الشهرية              | 48.7                        | 63.6                        | 96.1                        | 138.6                       | 187.9                       | 174.9                       | 191.6                       | 172.7                       | 126.3                       | 94.9                        | 61.5                        | 41.5                        | 1٬398٫3                     |
| المصدر #1: Met Office date=March 2011 |                             |                             |                             |                             |                             |                             |                             |                             |                             |                             |                             |                             |                             |
| المصدر #2: KNMI date=February 2011    |                             |                             |                             |                             |                             |                             |                             |                             |                             |                             |                             |                             |                             |

## توأمة
لشروزبري (المملكة المتحدة) اتفاقيات توأمة مع:
- زوتفن

## أعلام
- ريج فيليبس
- يوحنا ويلسون
- إيفان جونز
- روبرت داروين
- جو هارت